# Bromuro de estaño (II)
El bromuro de estaño (II) es un compuesto químico de estaño y bromo cuya fórmula es SnBr2. El estaño se encuentra en el estado de oxidación +2. La estabilidad de los compuestos de estaño en este estado de oxidación se atribuye al efecto de par inerte.

## Estructura y enlace
En fase gaseosa, el SnBr2 es no lineal y presenta una configuración doblada similar a la del SnCl2 en fase gaseosa. El ángulo entre los átomos de bromo y estaño es de 95° y la longitud del enlace entre ellos es de 255 pm. Hay indicios de dimerización en la fase gaseosa.  La estructura en estado sólido está relacionada con la de SnCl2 y PbCl2, y los átomos de estaño tienen cinco átomos de bromo próximos en una configuración bipiramidal aproximadamente trigonal. Existen dos polimorfos: un polimorfo ortorrómbico a temperatura ambiente y un polimorfo hexagonal a alta temperatura. Ambos contienen cadenas (SnBr2)∞, pero la disposición del empaquetamiento es diferente.

## Preparación
El bromuro de estaño (II) se puede preparar mediante la reacción de estaño metálico y HBr, destilando el H2O/HBr y enfriando:
Sn + 2 HBr → SnBr2 + H2
Sin embargo, la reacción producirá bromuro de estaño (IV) en presencia de oxígeno.

## Reacciones
El SnBr2 es soluble en disolventes donantes como la acetona, la piridina y el dimetilsulfóxido, con los que se obtienen aductos piramidales. Se conocen varios hidratos, 2SnBr2·H2O, 3SnBr2·H2O & 6SnBr2·5H2O, que en la fase sólida tienen estaño coordinado por un prisma trigonal distorsionado de 6 átomos de bromo con Br o H2O tapando 1 o 2 caras.  Cuando se disuelve en HBr se forma el ion piramidal   SnBr3−.  Al igual que el SnCl2, es un agente reductor. Con varios bromuros de alquilo puede ocurrir una adición oxidativa para producir el tribromuro de alquilestaño  por ejemplo
SnBr2 + RBr → RSnBr3
El bromuro de estaño (II) puede actuar como un ácido de Lewis, formando aductos con moléculas donantes, por ejemplo, trimetilamina, con la que forma NMe3·SnBr2 y 2NMe3·SnBr2. También puede actuar como donante y aceptor, por ejemplo, en el complejo F3B·SnBr2·NMe3, donde es donante para el trifluoruro de boro y aceptor para la trimetilamina. 